# Phytomyza pullula
Phytomyza pullula är en tvåvingeart som beskrevs av Zetterstedt 1848. Phytomyza pullula ingår i släktet Phytomyza och familjen minerarflugor. Arten är reproducerande i Sverige. Inga underarter finns listade i Catalogue of Life.